# هاروکا شیمازاکی
هاروکا شیمازاکی (انگلیسی: Haruka Shimazaki؛ زادهٔ ۳۰ مارس ۱۹۹۴) بازیگر و خواننده ژاپنی و عضو پیشین گروه موسیقی ای‌کی‌بی ۴۸ است. وی از سال ۲۰۰۹ میلادی تاکنون مشغول فعالیت بوده‌است.